# Anglikánský kostel svatého Jiří (Paříž)
Anglikánský kostel svatého Jiří (angl. Saint George's Anglican Church in Paris, fr. Église anglicane Saint-Georges de Paris) je farní kostel anglikánské církve v 16. obvodu v Paříži, v ulici Rue Auguste-Vacquerie. Spolu s kostelem sv. Michaela je jedním ze dvou anglikánských kostelů ve městě.

## Popis
Kostel a farnost jsou součástí administrativní budovy č. 7 v Rue Auguste-Vacquerie v 16. obvodu. Varhany postavil belgický varhanář Patrick Collon a byly zprovozněny v roce 1980.